# Uglješa Vlatković
Uglješa Vlatković (serbisch-kyrillisch Угљеша Влатковић; * um 1359; † nach 1427) war ein serbischer Magnat, der unter Zar Stefan Uroš V. († 1371) die hohe Würde eines Kaisars trug. 

## Leben
Uglješa war der jüngste Sohn des Sebastokrators Vlatko Paskačić und der Vladislava; seine beiden älteren Brüder hießen Stefan und Uroš. Sein Vater beherrschte in den 1360er Jahren die Gespanschaft Slavište, in etwa das Gebiet zwischen Vranje im südlichen Serbien und Kriva Palanka im nördlichen Makedonien, als Vasall der mächtigen Despoten Vukašin und Uglješa Mrnjavčević. Seine Familie errichtete um 1354 das Kloster Psača bei Rankovce, das dem Athos übertragen wurde.
Schon als Kind wurde Uglješa von Zar Uroš V. zum Kaisar erhoben. Nach dem Tod seines Vaters fielen die meisten seiner Ländereien an die Brüder Jovan und Konstantin Dragaš. Wahrscheinlich nach der Schlacht von Rovine 1395 konnte Uglješa, zu dieser Zeit bereits Vasall des Sultans Bayezid I., die Gebiete um Inogošt, Preševo und Vranje mit osmanischer Hilfe zurückgewinnen. Zu Beginn des 15. Jahrhunderts stiftete er dem Kloster Hilandar auf dem Athos eine Kirche.
Unklar ist, ob Uglješa 1402 auf osmanisch-serbischer Seite an der Schlacht bei Ankara gegen die Timuriden teilnahm. Nach der schweren Niederlage beteiligte er sich jedoch an einer gemeinsamen Expedition von Süleyman Çelebi und Đurađ Branković, um die Rückkehr des Despoten Stefan Lazarević nach Serbien zu verhindern. Zu Beginn der Schlacht bei Gračanica am 21. November 1402 lief Uglješa zu Lazarević über, dem er zuvor die Angriffspläne der Türken verraten hatte und somit den Sieg ermöglichte.
In den folgenden Jahren erwies sich Uglješa als ein treuer Gefolgsmann Lazarevićs. Am 15. Juni 1410 beteiligte er sich mit seinen Truppen an der Schlacht von Kosmidion vor den Toren Konstantinopels. Byzantinische Quellen erwähnen ihn als Mitglied einer serbischen Delegation, die einer Einladung des byzantinischen Kaisers Manuel II. Palaiologos folgte. 1412 drangen Truppen des Musa Çelebi in Uglješas Domänen ein, plünderten seine Residenz Vranje und griffen Novo Brdo an. Nach Lazarevićs Tod am 19. Juli 1427 nahm Uglješa den Schriftsteller Konstantin Kostenezki an seinem Hof auf.
Wann und durch welche Umstände Uglješa Vlatković starb, ist nicht überliefert. Sein bereits um 1400 gestorbener Sohn Stefan ist im Kloster Ljubostinja bestattet.